# Cantonul Samoëns
Cantonul Samoëns este un canton din arondismentul Bonneville, departamentul Haute-Savoie, regiunea Rhône-Alpes, Franța.

## Comune
- Morillon
- Samoëns (reședință)
- Sixt-Fer-à-Cheval
- Verchaix